# 68 Leto
68 Leto (mednarodno ime 68 Leto, starogrško starogrško Λητώ: Letó) je velik asteroid tipa S v glavnem asteroidnem pasu. 

## Odkritje
Asteroid je odkril Karl Theodor Robert Luther (1822 – 1900) 29. aprila 1861.. Asteroid je poimenovan po Leto, ki je bila mati Apolona in Artemide v grški mitologiji. 

## Lastnosti
Asteroid Leto obkroži Sonce v 4,64 letih. Njegova tirnica ima izsrednost 0,185, nagnjena pa je za 7,972 ° proti ekliptiki. Njegov premer je 122,6 km, okrog svoje osi pa se zavrti v  14,848  urah .